# Ес-мол
Ес-мол је молска лествица, чија је тоника тон ес, а као предзнаке има шест снизилица.

## Варијанте лествице
На слици испод се дају видети редом, природна, хармонска и мелодијска ес-мол лествица:
У хармонском молу седми тон при повишењу прелази из дес у чисто де, а у мелодијском ес-молу шести тон бива повишен из цес у чисто це.

## Познатија класична дела у ес-молу
- Клавирски трио, Хајдн
- Шерцо, оп. 4, Брамс
- Хомореска, оп. 101, бр. 1, Доржак
- Прва симфонија, Николај Римски-Корсаков
- Гудачки квартет бр. 3, оп. 30, Петар Иљич-Чајковски
- Токата у ес-молу, за клавир, Качатуриан